# N-Wort
N-Wort ist ein Euphemismus, der meist gebraucht wird, um über die Verwendung des rassistischen Begriffs „Neger“ zu sprechen oder zu schreiben, ohne ihn wiederzugeben. Er kann, oft im Kontext mit Vorgängen in den USA, auch verhüllend für den ebenfalls diskriminierenden und rassistischen Begriff „Nigger“ stehen.

## Wort- und Verwendungsgeschichte
N-Wort ist eine Lehnübersetzung aus dem amerikanischen Englisch von N-word. Der Ausdruck N-word wird nach Vorbild des seit den 1950er-Jahren verwendeten F-word für fuck seit Ende des 20. Jahrhunderts in den USA anstelle des rassistischen Wortes „Nigger“ verwendet. Die Konstruktion wurde 1988 von den Sprachhistorikern John und Adele Algeo als „x-word“ bezeichnet. Es handele sich um einen „Formativ, kombiniert mit dem Anfangsbuchstaben eines Wortes unter echtem oder vorgetäuschtem Tabu, um einen scherzhaften Euphemismus zu bilden“ (“formative combined with the initial letter of a word under real or pretended taboo to make a jocular euphemism”). Eine Debatte zum N-word fand unter anderem 1995 im Zusammenhang mit den Rassismusvorwürfen im Strafprozess gegen O. J. Simpson statt.
Kurz darauf erreichte der Ausdruck N-Wort auch den deutschen Sprachraum. 2004 veröffentlichte die Autorin Grada Kilomba einen Artikel mit diesem Ausdruck im Titel. Im Deutschen wird das Wort meist zur Vermeidung des Begriffs „Neger“ verwendet, seltener und oft im auf US-Kontexte bezogenen Diskurs für „Nigger“. Eine Veranstaltung des taz.lab 2013 unter dem Titel Damen und Herren, liebe N-Wörter (Anspielung auf ein vermeintliches Zitat von Heinrich Lübke) wurde kontrovers diskutiert. 2017 galt der Ausdruck außerhalb akademischer und aktivistischer Zirkel noch als ungebräuchlich. Er hat sich laut der Politikwissenschaftlerin María do Mar Castro Varela mittlerweile „in liberalen intellektuellen Kreisen durchgesetzt“. 2021 wurde das Wort in den Online-Duden aufgenommen.

## Hintergrund

### N-Wort und N-word
Das deutsche N-Wort ist nach dem Vorbild des amerikanischen N-word gebildet und eingeführt worden. Beide sind in der Bedeutung nicht deckungsgleich. Die Verwendung von N-word im amerikanischen Englisch bezieht sich im dortigen Sprachgebrauch meistens auf „Nigger“, während das verwandte Negro, aus dem „Nigger“ historisch als Verballhornung hervorgegangen war, weiterhin in veröffentlichten Texten ausgeschrieben wird. Als persönliche Ansprache gilt es heute ebenfalls als beleidigend.

### Euphemistische Funktion
Der Ausdruck N-Wort wird als Euphemismus bezeichnet und hat eine linguistisch als „verhüllend“ zu bezeichnende Funktion, d. h. er soll das negativ besetzte und sozial tabuisierte Ursprungswort nicht erneut wiedergeben und durch die Wiederholung als Trigger für rassistische Diskurse funktionieren. Er dient in Diskursen über die Verwendung rassistischer Bezeichnungen laut der Linguisten Jens Leonhard und Falko Röhrs „als Ausdruck sprachlicher Zivilität, der sich am Ideal des Respekts und der Höflichkeit orientiert“.
Zweck ist es laut Grada Kilomba, weder die sich auch durch Sprache manifestierende sozial konstruierte koloniale Ordnung noch eine rassistische Sprache zu reproduzieren. Die Verwendung des Substituts hat laut dem Kulturjournalisten Matthias Dell das Ziel, „einen performativen Widerspruch aufzulösen oder zumindest zu markieren, dass man sich diesen bewusst gemacht hat“, erlaube also, über das Wort zu sprechen, ohne es selbst erneut zu wiederholen.

### Das N-Wort in Zitaten
Der Autor Christian Vasili Schütze verweist auf zwei Dimensionen, in denen rassistische Sprache wirksam werde: eine soziale Dimension und eine psychisch-somatische Dimension. In der sozialen Dimension seien „zitierende oder anführende Verwendungen des N-Wortes in vielen Fällen keine rassistischen Sprechhandlungen.“ In der psychisch-somatischen Dimension könne jedoch auch bei Verwendung des rassistischen Begriffs als Zitat eine „durch Rassismus bedingte, verletzende Wirkung“ (vgl. Trigger) vorliegen.
Schütze nutzt diese Unterscheidung, um einerseits zwischen der Perspektive desjenigen, der den rassistischen Begriff (zitierend oder nicht zitierend) benutzt, und der damit einhergehenden verletzenden Wirkung zu unterscheiden, sowie andererseits, um die Definitionsmacht über rassistische Sprache zu definieren: „Während über das Vorliegen rassistischer Verletzungen in der psychisch-somatischen Dimension allein die Betroffenen entscheiden können und sollten, kann und sollte es zumindest grundsätzlich auch Nicht-Betroffenen möglich sein zu beurteilen, ob eine rassistische Verletzung in der sozialen Dimension vorliegt.“
Schütze führt fort, dass „eine rassistische Sprechhandlung in psychisch-somatischer, aber nicht in sozialer Dimension vorliegen [könnte], wenn Weiße im Rahmen einer Kritik an rassistischer Sprache das N-Wort im Vorlesen von Zitaten aussprechen und dabei Schwarze anwesend sind, die sich dadurch verletzt fühlen“. Auf dieser Grundlage äußert er, dass die Verwendung von „Triggerwarnungen in Bezug auf das Aussprechen oder Ausschreiben bestimmter rassistischer Wörter sinnvoll sein“ könne. Während das Aussprechen des rassistischen Wortes durch eine schwarze Person als akzeptabel empfunden werden könne, steige die Wahrscheinlichkeit einer psychisch-somatisch rassistischen Wirkung, wenn der Begriff von Personen ohne die zugeschriebene Identität verwendet werde.
Laut Sina Delfs und Kaveh Yazdani erschwere im wissenschaftlichen Kontext „der Verzicht auf ‚N-Wörter‘ […] historische Aufklärungsprozesse und eine differenzierte Analyse“. Es sei nicht immer klar, welches Wort durch die Verwendung des Ausdrucks „N-Wort“ gemeint sei und mitunter werde im Diskurs über das N-Wort die sehr unterschiedliche historische Begriffsverwendung nicht ausreichend berücksichtigt. Sie äußern außerdem Zweifel in Bezug auf die positiven Auswirkungen eines verengten Fokus auf sensiblen Sprachgebrauch.